# Françoise Siri
Pour les articles homonymes, voir Siri.
 (janvier 2025).
Françoise Siri est une journaliste et écrivaine française. Depuis 2015, elle collabore régulièrement au service culture du journal La Croix. Elle produit aussi des émissions sur France Culture.

## Biographie
Françoise Siri a suivi des études de philosophie. Par la suite, elle collabore notamment au magazine de vulgarisation scientifique La Recherche (de 1995 à 2005), où elle édite l’équipe des chroniqueurs (Hervé Le Bras, Françoise Héritier, Antoine Danchin, Boris Cyrulnik…) et travaille sur des sujets scientifiques comme le dopage et les addictions,.
Spécialisée dans l’art des portraits et les entretiens avec des personnalités artistiques, intellectuelles ou morales, elle interviewe Stéphane Hessel, Christiane Taubira, Matthieu Chedid, Jean-François Kahn, Angelin Preljocaj, Olivier Saillard…,, et a produit, à France Culture, la série de cinq volets d’entretiens « A Voix Nue » avec François Cheng, diffusée en octobre 2014,, et une autre série avec Eric Halphen.
Elle organise et anime des débats interdisciplinaires sur la laïcité, l’avenir du livre, la poésie et la gastronomie, les médias et la politique, des jeux ludiques inspirés de dictionnaires, etc..
En poésie, elle crée en 2013, la rubrique « Portraits de poètes » pour le magazine Clés (anciennement Nouvelles Clés), dirigé par Jean-Louis Servan-Schreiber, puis, en 2015, la rubrique « Poésie du monde ». Elle est directrice artistique d’un cycle de soirées publiques, de 2013 à 2015, accompagnant le livre « Le panorama des poètes », visant à faire entendre la parole des poètes engagés dans la cité, avec le soutien du Printemps des Poètes. Elle monte également des lectures théâtralisées et réalise des soirées d’hommage avec Jean-Pierre-Siméon et Juliette Allauzen pour Andrée Chedid et, avec l’acteur Michael Lonsdale, à Laurent Terzieff.
En 2017, elle est nommée membre du jury du grand prix national de la poésie par la ministre de la Culture Audrey Azoulay,,.

## Publications

### Auteur
- Le Panorama des poètes, Enquête sur la poésie francophone du XXIe siècle, Lemieux éditeur, 2015
- Au cœur de la Roya, carnet poétique écrit en résidence d’écrivain, éditions Henry, 2012
- Dopés, victimes ou coupables, Le Pommier, 2002
- dir. de publication, La Fièvre du dopage, du corps du sportif à l’âme du sport, Autrement, 2000

### Entretiens
- Jean-François Kahn, Réflexion sur mon échec : entretiens avec Françoise Siri, éditions de l’Aube, 2016
- François Cheng, Entretiens avec Françoise Siri, Albin Michel / France Culture, 2015

### Participation à des anthologies
- Poésie de langue française : anthologie thématique, Le Cherche-Midi, 2013
- La Poésie au cœur des arts, éditions Bruno Doucey, 2014